# Borisław Dimitrow
Borisław Georgiew Dimitrow (bułg. Борислав Георгиев Димитров; ur. 11 listopada 1951  – zm. 28 marca 2013) – bułgarski piłkarz grający na pozycji obrońcy. W swojej karierze rozegrał 31 meczów i zdobył 2 bramki w reprezentacji Bułgarii.

## Kariera klubowa
Swoją karierę piłkarską Dimitrow rozpoczął w klubie Łokomotiw Sofia. W jego barwach zadebiutował w pierwszej lidze bułgarskiej. W 1973 roku zdobył z Łokomotiwem Puchar Bałkanów. Z kolei w sezonie 1977/1978 wywalczył z nim swój jedyny w karierze tytuł mistrza Bułgarii. W 1981 roku odszedł do greckiego klubu AÓ Iraklís z Salonik. W 1983 roku zakończył w nim swoją karierę.

## Kariera reprezentacyjna
W reprezentacji Bułgarii Dimitrow zadebiutował 25 września 1974 roku w zremisowanym 0:0 towarzyskim meczu z Rumunią, rozegranym w Sofii. Grał m.in. w: eliminacjach do Euro 76, do MŚ 78, do Euro 80 i do MŚ 82. Od 1974 do 1982 rozegrał w kadrze narodowej 31 meczów i strzelił w nich 2 gole.